# Shahrestān di Esfahan
Lo shahrestān di Esfahan (in farsi شهرستان اصفهان) è uno dei 24 shahrestān della provincia di Esfahan, in Iran. Il capoluogo è Esfahan. Lo shahrestān è suddiviso in 6 circoscrizioni (bakhsh):
- Centrale (بخش مرکزی), con la città di Baharestan, Khvorasgan, Qahjavarestan e Hasteh.
- Kohpaieh (بخش کوهپایه)
- Jolgheh (بخش جلگه), con la città di Harand.
- Benrud (بخش بن رود)
- Jarghavieh Olia  (بخش جرقویه علیا)
- Jarghavieh Sofla(بخش جرقویه سفلی)